# Hodgkinsonita
La hodgkinsonita és un mineral de la classe dels silicats. Va ser descoberta l'any 1913 a Franklin, Nova Jersey, Estats Units per H. H. Hodgkinson (1886 - 1947), de qui n'agafa el nom.

## Característiques
La hodgkinsonita és un silicat de fórmula química Zn₂Mn2+(SiO₄)(OH)₂. Cristal·litza en el sistema monoclínic en cristalls euèdrics, rabassuts, prismàtics i acabats en piràmides escarpades, també dominats per formes piramidals, de fins a 2 cm. La seva duresa a l'escala de Mohs és 4,5 a 5.
Segons la classificació de Nickel-Strunz, la hodgkinsonita pertany a «9.AE - Nesosilicats amb anions addicionals (O,OH,F,H₂O); cations en coordinació tetraèdrica [4]» juntament amb els següents minerals: beril·lita, euclasa, sverigeïta, gerstmannita, clinohedrita, stringhamita, katoptrita, yeatmanita i esferobertrandita.

## Formació i jaciments
La hodgkinsonita apareix en menes granulars massives de wil·lemita-franklinita en un depòsit de zinc metamorfosat estratiforme a Franklin, Nova Jersei, l'única àrea on ha estat trobada.
A part de la localitat tipus, en aquesta àrea també ha estat trobada al runam de mina Mill (Franklin) i a Sterling Hill (Ogdensburg).
Sol trobar-se associada amb altres minerals com: barita, wil·lemita, franklinita, tefroïta, pirocroïta, calcita, granat ric en manganès i coure natiu.